# Jan Pelíšek
Jan Pelíšek (10. ledna 1881 Prosetín – 1959) byl československý politik a meziválečný poslanec Národního shromáždění.

## Biografie
Profesí byl dle údajů z roku 1935 rolníkem v Prosetíně. Jeho manželkou byla Františka Pelíšková (1880 - 1942). Měli dceru Vlastimilu Prudkou (1908 - 1956), jejímž manželem byl František Prudký (14. ledna 1905 - 19. prosince 1974).
Po parlamentních volbách v roce 1925 získal za Republikánskou stranu zemědělského a malorolnického lidu (agrárníky) poslanecké křeslo v Národním shromáždění. Mandát ale získal až dodatečně roku 1926 jako náhradník poté, co rezignoval poslanec František Wenzl. Mandát obhájil v parlamentních volbách v roce 1929 a parlamentních volbách v roce 1935. Poslanecký post si oficiálně podržel do zrušení parlamentu roku 1939, přičemž v pomnichovské druhé republice přešel na podzim 1938 do poslaneckého klubu nově utvořené Strany národní jednoty.